# Демонстрація
Демонстр́ація — масовий марш як публічне вираження соціально-політичного настрою; організована форма політичних дій, оскільки в нього є організатори, цілі та завдання (наприклад, домогтися якомога більшої підтримки виборців на користь того чи іншого кандидата і виграти виборчу кампанію).

## Демонстрації в різні часи
- У Російській імперії демонстрації застосовувалися під час революції 1905 року.
- Після утворення СРСР демонстрації стали регулярними заходами, що організовувала держава. Разом з тим, існували і опозиційні демонстрації.
- В Україні нового часу масові демонстрації організовувалися, як правило, організовувалися народно-демократичними рухами та партіями, зокрема НРУ, шахтарськими страйкомами.

## Галерея

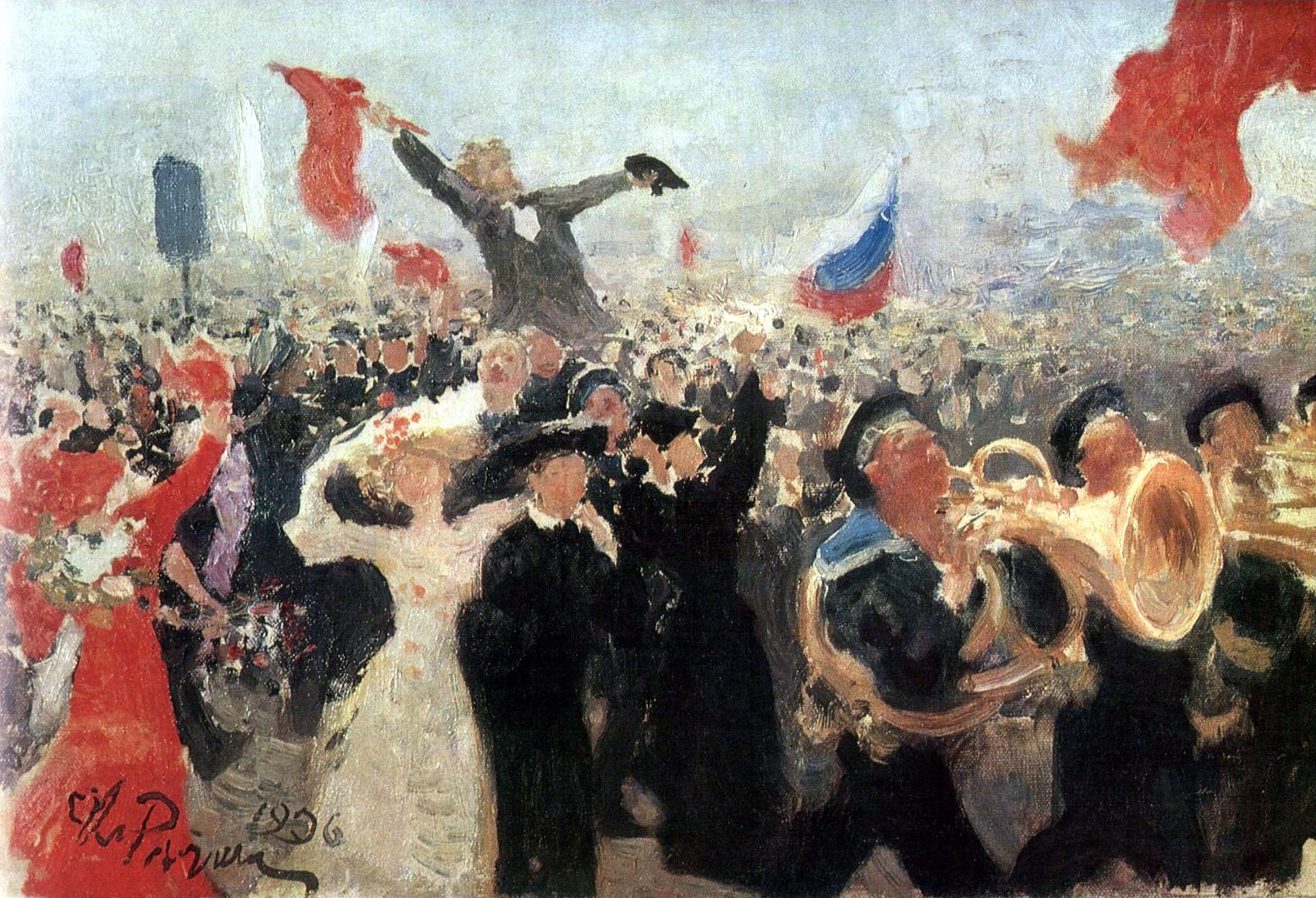
Демонстрація у жовтні 1905 року. Картина Іллі Репіна.
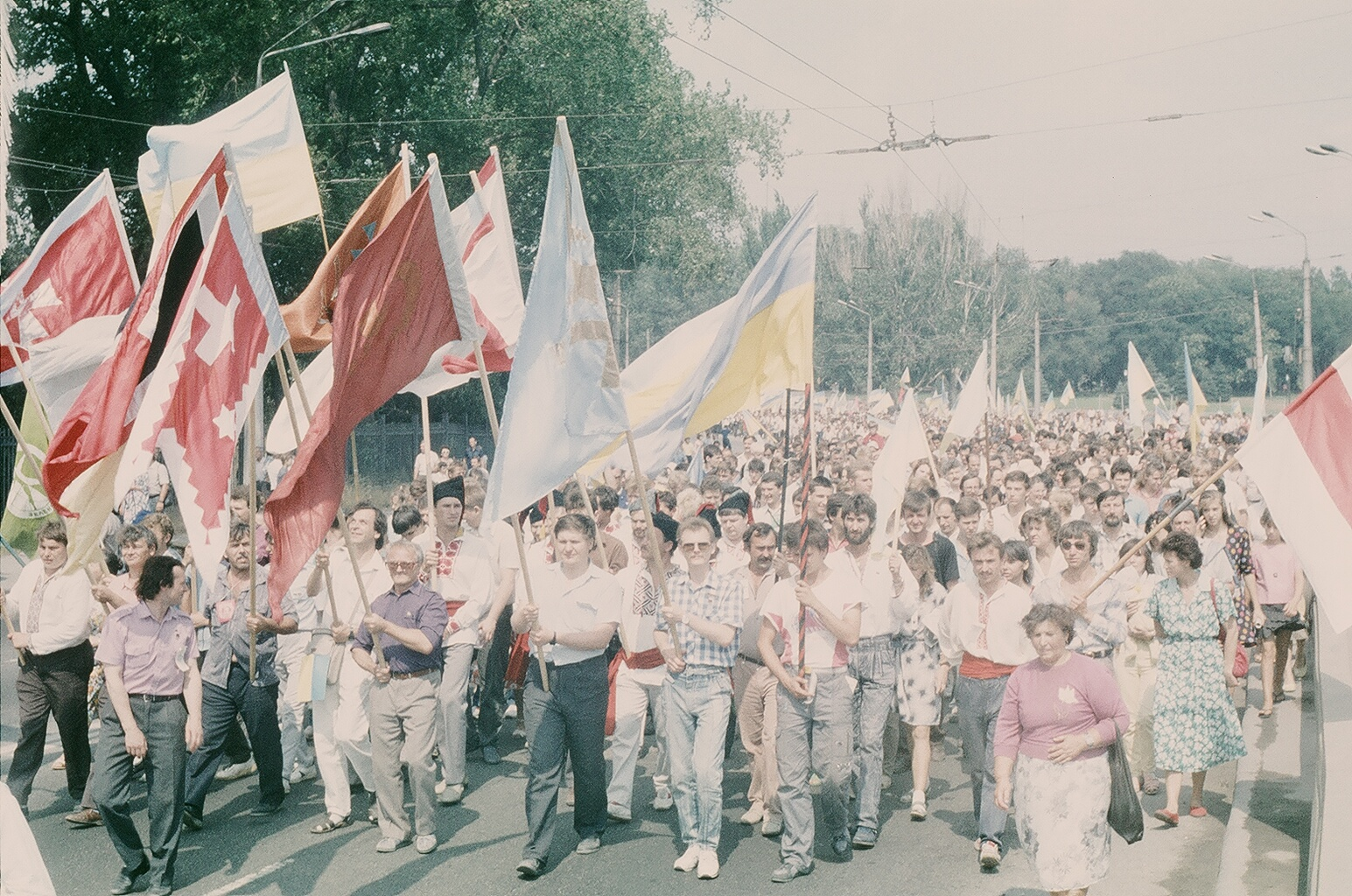
Хода Запоріжжям у 1990 році, організована Народним Рухом України та Товариством української мови імені Тараса Шевченка.
Демонстрація шахтарів-страйкарів Донбасу. 1990-ті роки.